# Carlos García Quesada
Pour les articles homonymes, voir Carlos García, García et Quesada.
Carlos García Quesada, né le 18 avril 1978 à La Zubia, est un coureur cycliste espagnol, comme son frère Adolfo García Quesada.

## Biographie
Professionnel depuis 2001 dans l'équipe Kelme qui est rebaptisée Comunidad Valenciana. Carlos se fait remarquer en terminant 5e du Tour d'Espagne 2004 comme coéquipier modèle d'Alejandro Valverde. En 2006, il quitte l'équipe Comunidad Valenciana pour la nouvelle formation Unibet.com. Impliqué dans l'Affaire Puerto, il est licencié en octobre 2007.

## Palmarès
- 2000
  - 3e du Memorial Valenciaga
  - 3e du Tour de Castellón
- 2002
  - Mémorial Manuel Galera
  - 2e de la Subida a Urkiola
- 2003
  - 1re étape du Tour de Burgos
  - 2e du GP Llodio
  - 3e du Tour de Burgos
- 2004
  - GP Estremadura - RTP :
    - Classement général
    - 3e étape

  - 2e du Challenge de Majorque
  - 2e du Tour d'Andalousie
  - 3e de la Subida a Urkiola
  - 5e du Tour d'Espagne
- 2005
  - 1re étape du Tour d'Andalousie
  - Tour de Castille-et-León :
    - Classement général
    - 4e et 5e étapes

  - 17e étape du Tour d'Espagne
  - Prueba Villafranca de Ordizia
  - 5e du Tour d'Espagne
- 2006
  - Classement général du Tour d'Andalousie
  - 4e étape du Tour de Murcie

## Résultats sur les grands tours

### Tour d'Espagne
4 participations
- 2002 : 19e
- 2003 : 74e
- 2004 : 5e
- 2005 : 5e, vainqueur de la 17e étape

### Tour d'Italie
2 participations
- 2001 : abandon (6e étape)
- 2003 : abandon (12e étape)